# 1664
1664 (MDCLXIV) je bilo prestopno leto, ki se je po gregorijanskem koledarju začelo na torek, po 10 dni počasnejšem julijanskem koledarju pa na petek.

## Dogodki
- Nizozemska zasede del angleške Gvajane, Angleži pa del Gvineje in Novega Amsterdama.

## Rojstva
- 24. januar - John Vanbrugh, angleški častnik, dramatik in arhitekt († 1726)
- 6. februar - Mustafa II., sultan Osmanskega cesarstva († 1703)

## Smrti
- 2. november - Jurij Gika, moldavski in vlaški knez  (* 1600)